# Dlouhá (Hradiště)

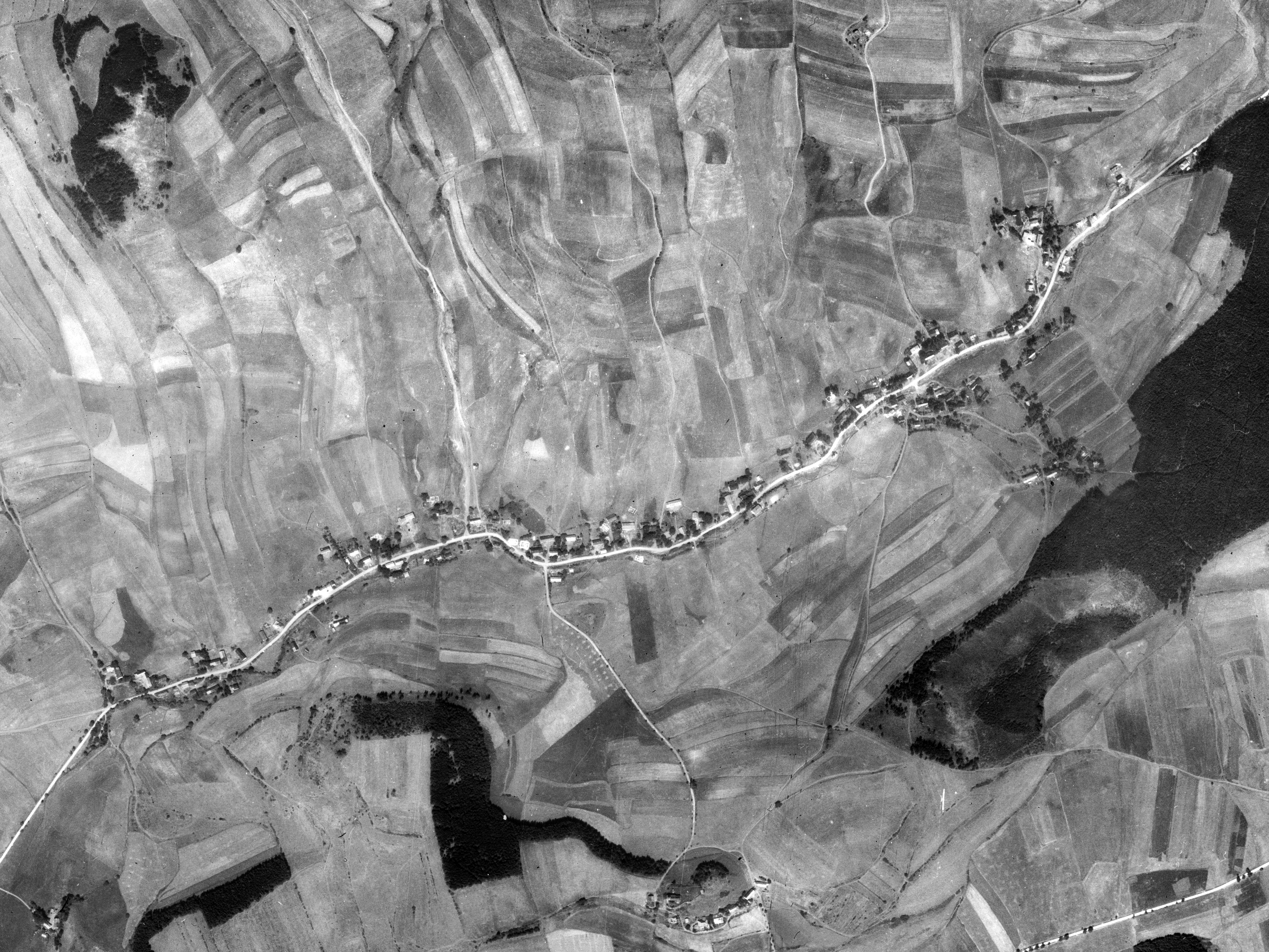
Luftbild von 1952/54

Dlouhá, bis 1948 Dlouhý Grün, (deutsch Langgrün) ist eine Wüstung im Süden des Truppenübungsplatzes Hradiště in Tschechien. Das erloschene Dorf liegt vier Kilometer nordöstlich von Bochov (Buchau) im Okres Karlovy Vary.

## Geographie
Das Waldhufendorf Dlouhá erstreckte sich am südlichen Fuße der Vysoká pláň (Hohe Egge, 890 m n.m.) und des Plešivec (Plesselberg, 842 m n.m.) auf der Burgstadtler Masse (Hradišťská hornatina) des Duppauer Gebirges über drei Kilometer im Tal des Lomnický potok. Nordöstlich erhebt sich die Javorná bzw. U Ruské věže (Ehacker, 912 m n.m.), östlich die Jelení komora (787 m n.m.), im Südosten der Valovský vrch (761 m n.m.), südlich die Kostelní Hůrka (Kirchberg, 793 m n.m.) und der Roháč (728 m n.m.).
Umliegende Orte waren Stará Ves (Altdorf) im Norden, Doupovské Mezilesí (Olitzhaus) im Nordosten, Hradiště (Höfen) und Javorná (Ohorn) im Osten, Horní Valov (Ober Wohlau) und Dolní Valov (Unter Wohlau) im Südosten, Kostelní Hůrka (Am Berge) und Bražec (Bergles) im Süden, Horní Tašovice (Taschwitz) im Südwesten, Stružná (Gießhübel) und Žalmanov (Sollmus) im Westen sowie Činov (Schönau) im Nordwesten.

## Geschichte
Durch Langgrün führte im Mittelalter der Duppauer Steig, ein Teil des Handelsweges von Eger nach Kaaden. Die erste urkundliche Erwähnung des Dorfes erfolgte im Jahre 1378 im Zusammenhang mit dem Lehngut des Peschan von Gyznben zu Langgrün. Am 22. Dezember 1387 belehnte König Wenzel den Besitzer der Burgherrschaften Hungerberg und Petschau, Boresch von Riesenburg mit dem Gut Langgrün und gestattete ihm die Erhebung eines Wegezolls an dem bedeutsamen Handelsweg. Im Jahre 1407 wurde Johann de Longa Gryna erwähnt. Es ist anzunehmen, dass sich in Langgrün ein Herrensitz befand, über den jedoch nicht näheres überliefert ist. Als Sigismus von Trziebiwlicz, einer der Patronatsherren der Kirche St. Bartholomäus bei Pergles, 1411 seine Güter an Erhard und Wilhelm von Sachsengrün verkaufte, gehörte dazu neben einem Teil des Patronatrechts auch ein Meierhof, einige wüste Gehöfte mit Land, Wäldern und Teichen in Langgrün. in der Mitte des 15. Jahrhunderts gehörte ein Anteil des Dorfes zu den Besitzungen des Königs Ladislaus Postumus. Heinrich III. von Plauen, der Langgrün 1487 erworben hatte, schlug das Dorf seiner Herrschaft Neuhartenstein zu. In den 1530er Jahren vereinigte Heinrich IV. von Plauen die Herrschaften Neuhartenstein und Engelsburg. 1570 erwarb Caspar Colonna von Fels die Herrschaft Engelsburg. Als seine Witwe Anna Caroline, geborene Gräfin Schlik, 1581 das Gut Pergles zukaufte, kamen auch die beiden nach Pergles untertänigen Langgrüner Bauernhöfe zur Engelsburg. Nach der Schlacht am Weißen Berg wurde die Herrschaft Engelsburg 1622 als konfiszierter Besitz des Leonhard Colonna von Fels an Hermann Czernin von Chudenitz verkauft und 1623 der Herrschaft Gießhübel zugeschlagen. Durch den Dreißigjährigen Krieg wurde das Dorf so notleidend, dass die Bewohner 1638 der Herrschaft ihre Dienste verweigerten.
Im Jahr darauf berichtete der herrschaftliche Verwalter Heyer an Hermann Czernin von Chudenitz, dass er bei anhaltender Verweigerung mit dem Einsperren der Leute aus Langgrün beginnen wolle. 1640 brach zudem die Pest aus. In der berní rula von 1654 sind für Langgrün 18 Bauern, von denen zwei auch als Fuhrleute arbeiteten, drei Chalupner sowie 13 Kleinhäusler auf der Gemeinde aufgeführt. Zudem gab es im Ort zwei Glaser, einen Schneider und einen Kretscham. Haupterwerbsquellen waren die Viehzucht sowie der Anbau von Roggen; trotz der Höhenlage bestand ein Weinberg von viereinhalb Strich. 1829 trat Johann Anton Hladik die Herrschaft Gießhübel gemeinschaftlich seiner Tochter Antonia und dem Schwiegersohn Wilhelm von Neuberg ab.
Im Jahre 1845 bestand das im Elbogener Kreis gelegene Dorf Langgrün aus 92 Häusern mit 606 deutschsprachigen Einwohnern. Am Bach unterhalb des Ortes standen zwei einschichtige Mühlen: die Obere und die Untere Mühle. Pfarr- und Schulort war Bergles (Am Berge). Bis zur Mitte des 19. Jahrhunderts blieb Langgrün der Herrschaft Gießhübel untertänig.
Nach der Aufhebung der Patrimonialherrschaften bildete Langgrün / Dlouhý Grün ab 1850 eine Gemeinde im Gerichtsbezirk Buchau. Ab 1868 gehörte Langgrün zum Bezirk Luditz. Im Jahre 1869 bestand das Dorf aus 111 Häusern und hatte 745 Einwohner. Im Jahre 1875 wurde die Freiwillige Feuerwehr gegründet. 1876 nahm in Langgrün eine eigene Dorfschule den Unterricht auf. Im Jahre 1900 hatte Langgrün 788 Einwohner, 1910 waren es 763. Nach dem Ersten Weltkrieg zerfiel der Vielvölkerstaat Österreich-Ungarn, die Gemeinde wurde 1918 Teil der neu gebildeten Tschechoslowakischen Republik. Beim Zensus von 1921 lebten in den 135 Häusern der Gemeinde 757 Personen, darunter 752 Deutsche und ein Tscheche. Es gab zu dieser Zeit 48 Bauernhöfe, die überwiegend zwischen fünf und zwanzig Hektar besaßen; zum größten Hof gehörten 48 ha Land, vier weitere Bauern besaßen mehr als 20 ha. Außerdem gab es in Langgrün 42 Kleinbauern.
1930 lebten in den 133 Häusern von Langgrün 769 Personen; damit war Langgrün mit Abstand das bevölkerungsreichste Dorf im Bezirk Luditz. Es wurde zwischen den Ortslagen Ober Langgrün und Unter Langgrün unterschieden. Das Ortszentrum lag bei der Furt am Kirchsteig nach Am Berg. Die Hufenfluren befanden sich hauptsächlich rechtsseitig des Baches. Im Oberdorf bestand links des Baches ein rechteckiger Platz mit mehreren kleinen Anwesen an der Nordseite. Am westlichen Ortsrand kreuzte sich die Straße nach Gießhübel mit der von Schönau nach Taschwitz; am nördlichen Ortsausgang begann die Straße nach Mühldorf. Von den ursprünglichen Holz- oder Fachwerkhäusern waren zu dieser Zeit nur noch zwei erhalten. Die Katastralfläche umfasste 1043 ha. Im selben Jahre erfolgte die Elektrifizierung des Dorfes. 1937 entstand bei der nunmehr dreiklassigen Schule ein Sportplatz.
Nach dem Münchner Abkommen wurde Langgrün im Oktober 1938 dem Deutschen Reich zugeschlagen und gehörte bis 1945 zum Landkreis Luditz. Im Jahre 1939 hatte die Gemeinde 741 Einwohner. Nach dem Ende des Zweiten Weltkrieges kam Dlouhý Grün zur wiedererrichteten Tschechoslowakei zurück. Am 9. Mai 1945 starben fünf Kinder im Alter von 10–13 Jahren am Hang des Plesselberges durch die Explosion einer sort aufgefundenen Panzerabwehrrakete. Nach der Aussiedlung der deutschen Bewohner wurde die Gemeinde nur schwach wiederbesiedelt; 14 deutsche Familien wurden zur Arbeit ins Landesinnere umgesiedelt. 1948 erfolgte die Umbenennung in Dlouhá. Im Zuge der Gebietsreform von 1948 wurde der Okres Žlutice auflöst und die Gemeinde zum 1. Februar 1949 dem Okres Karlovy Vary-okolí zugeordnet. Im Jahre 1950 lebten in den 98 Häusern von Dlouhá nur noch 168 Personen.
1953 erfolgte die erneute Absiedlung des Dorfes und seine Eingliederung in den neuen Truppenübungsplatz Hradiště. Bewohner der Umgebung des Militärgebietes plünderten die verlassenen Häuser aus und versorgten sich mit Baumaterial. Mit der Gemeindegebietsreform von 1960 wurde der Truppenübungsplatz dem Okres Karlovy Vary zugeordnet. Die Ruinen der Gehöfte und Häuser standen bis 1993, sie wurden im Zuge der Sanierung des Militärgebietes abgebrochen und planiert.

## Ortsgliederung
Die Wüstung Dlouhá ist Teil des Katastralbezirkes Bražec u Hradiště.

## Denkmale
- Denkmal für die 45 Gefallenen bzw. Verschollenen des Ersten Weltkrieges, auf dem Hügel Pahorka (Heinbergl) am Kirchweg nach Kostelní Hůrka über dem ehemaligen Ortskern. Die 3,25 m hohe Trachytstele wurde vom Steinmetz Josef Böhm aus Hermersdorf geschaffen und am 19. September 1920 feierlich enthüllt. Nach 1953 wurde es umgestürzt und beschädigt. Zwischen 2018 und 2019 wurde es restauriert. Die feierliche Enthüllung und Segnung erfolgte am 1. Mai 2019.[6]

### Ehemalige Denkmale
- Kapelle des hl. Johannes von Nepomuk, das einschiffige Bauwerk wurde 1769 errichtet. Sie wurde nach 1953 zusammen mit dem Dorf beseitigt.
- Wegkapelle der Jungfrau Maria, an der Straße nach Bražec. In der Umgebung der Kapelle standen zehn gusseiserne Kreuze.
- Wegkapelle der hl. Dreifaltigkeit, am Osthang des Plešivec am Feldweg nach Činov, errichtet am Übergang vom 19. zum 20. Jahrhundert.[7]